# Сикорски С-51
Сикорски С-51 (енгл. Sikorsky S-51) је лаки вишенаменски хеликоптер четворосед металне конструкције са неувлачивим „трицикл” стајним трапом. Производила га је фабрика Сикорски из САД, а по лиценци и британска фирма Westland Aircraft.

## Развој
Хеликоптер С-51 води порекло од пројекта руског емигранта Игора Сикорског из 1943, а први прототип је полетео 1946. године. Поред превоза људи и терета могао је да превози и рањенике. Прву употреба забележена је током рата у Кореји почетком педесетих година и знатно је утицао увођењу хеликоптера у РВ многих држава. По лиценци произвођен је од 1948. године у Енглеској.

## Технички опис
Конструкција S-51 подељена је у три модула:  кабина, централни део и репни конус. Сваки од ових модула  је по конструкцији различит.  Па је и њихова технологија израде била различита, што значи да су се одвојено и производили, да би се на крају производног циклуса вршило њихово састављање.
Кабина је имала рамну челичну конструкцију са великом стакленим површинама, димензије су јој биле (дужина 254 mm, ширина 1.420 mm и висина 1.350 mm).  У тај простор  могуће је било сместити четири седишта – за једног пилота и три путника  или једног рањеника на носилима.
Централни део хеликоптера је конструктивно изведен  као  челична конструкција од  заварених челичних цеви која  је носила мотор, редуктор, роторску главу са крацима, свим потребним електричним и хидрауличним подсистемима као  и два резервоара за гориво.  Иза мотора у овом делу  хеликоптера постојао је мали простор за пртљаг или пошту.  Ова челична конструкција је била обложена алуминијумским лимом причвршћен за њу закивцима.  На облози су постојали сви неопходни отвори и врата који су омогућавали приступ свим елементима хеликоптера у циљу одржавања.
Погонску групу овог хелкоптера чини једар 9-то цилиндрични радијални мотор Pratt&Whitney R-985 Wasp Junior снаге 340 kW, редуктором и системом вратила за пренос снаге до главног и репног ротора.
Репни конус или задња греда хеликоптера је неправилног кружног пресека. Изведена је као монокок конструкција од дуралуминијума, спојена је са централним делом хеликоптера и постепено се сужава ка крају. Кроз њу пролази осовина преноса балансирајућег ротора и систем за управљање репним стабилизатором.
Стајни трап је трицикл типа (једана прења нога и две позади). Све ноге стајног трапа су опремљене точковима са нископритисним (балон) гумама. Уместо класичног стајног трапа хеликоптер у зависности од намене може бити опремљен скијама или пловцима.

## Југославија
Први примерци за ЈРВ стигли су на основу уговора о узајамној војној помоћи (МДАП) 1954. године и до 1960. били су то основни хеликоптери у ЈРВ-у. Укупно је примљено 10 комада и прво су били распоређени у 5. хеликоптерску ескадрилу 119. транспортне групе (касније преименована у 27. ескадрилу) у Панчеву. Основна намена била је превоз људи и терета уз могућност уградње носача са спољне стране за пренос два рањеника (све укупно до 500 кг), а поједини примерци су опремљени пловцима и пребазирани у 122. хидроавијацијску ескадрилу у Дивуљама. Последњи хеликоптер овог рипа је расходован 1967. године.

## Коришћење
| - Аргентина - Аустралија - Бразил - Француска - Канада - Република Кина - Ирак - Холандија | - Филипини - Јапан - Јужна Африка - Тајланд - Уједињено Краљевство - Венецуела - Сједињене Државе - Југославија |

## Сачувани примерци
- 43-46607/H1k-1/96 – YR-5A on display at the Royal Thai Air Force Museum, Don Muang Airport, Bangkok, Thailand
- 43-46620 – A YH-5A is on display at the National Museum of the United States Air Force at Wright-Patterson AFB near Dayton, Ohio. The aircraft is one of 26 ordered in 1944. It was obtained from Eglin Air Force Base, Florida, in March 1955.
- 43-46645 – H-5D on display at the United States Army Aviation Museum at Fort Rucker, Alabama.
- 43-47954 – An XR-5 is in storage with the National Air and Space Museum.
- 47-0484 – Carolinas Aviation Museum, Charlotte, North Carolina. Painted as bureau number 125136.
- 48-0548 – H-5G on display at the Pima Air & Space Museum adjacent to Davis-Monthan Air Force Base in Tucson, Arizona.
- 48-0558 – H-5G on display at the United States Army Aviation Museum at Fort Rucker, Alabama.
- 49-2007 – War Memorial of Korea, Seoul, Republic of Korea
- 122515 – HO3S-1 under restoration aboard the USS Midway Museum, San Diego, California.[тражи се извор] This airframe was at one point repaired using the tail boom from BuNo 124345. However, this tail boom was removed and replaced with the tail boom of a 3rd S-51.
- USCG 1232 – HO3S-1G on display at the Pima Air & Space Museum adjacent to Davis-Monthan Air Force Base in Tucson, Arizona. On loan from the
- USCG 1233 – HO3S-1G at Evergreen Aviation & Space Museum, McMinnville, Oregon.
- USCG 1235 – HO3S-1G at the National Museum of Naval Aviation in Pensacola, Florida
- RCAF 9601 – A Dragonfly is on display at the National Air Force Museum of Canada in Trenton, Ontario.
- RCAF 9602 – H-5A (S-51) on display at the New England Air Museum, Bradley International Airport, Windsor Locks, Connecticut
- RCAF 9603 – American Helicopter Museum & Education Center, West Chester, Pennsylvania
- RCAF 9607 – An H-5 is on display at the Aero Space Museum of Calgary in Calgary, Alberta.
- JRV-11503/WA/H/97 An S-51 Mk-1B is on display at the Air Museum at Nikola Tesla Airport, Belgrade, Serbia